# Hell Is for Heroes
Hell Is for Heroes var ett brittiskt posthardcoreband från London, aktivt mellan 2000 och 2008. Gruppen släppte tre studioalbum på olika bolag innan den splittrades.

## Diskografi
Album
- The Neon Handshake (2003) EMI (UK #16)
- Transmit Disrupt (2005) Independent (UK #87)
- Hell Is for Heroes (2007) Golf

Singlar (topp 100 på UK Singles Chart)
- I Can Climb Mountains (2002) (#41)
- You Drove Me to It (2002) (#63)
- Night Vision CD 2 (2002) (#38)
- You Drove Me to It CD1 (2003) (#28)
- Retreat CD 2 (2003) (#39)
- One of Us (2004) (#71)
- Kamichi (2004) (#72)
- Models for the Programme (2004) (#54)